# Frieda Gallati
Frieda Gallati (* 12. September 1876 in Glarus; † 30. Dezember 1955 ebenda) war eine Schweizer Historikerin.

## Leben und Werk
Frieda Gallati, Tochter des Juristen Rudolf Gallati, besuchte die höhere Töchterschule in Zürich. Ab 1896 studierte sie an der Universität Zürich, wo sie 1902 – als zweite Schweizerin – in Geschichte promoviert wurde. Sie heiratete 1907 Prof. Dr. phil. Wilhelm Melchior, von dem sie 1915 wieder geschieden wurde.
Gallati war Spezialistin für das Gebiet der schweizerischen Aussenpolitik während des Dreissigjährigen Krieges und sie gilt als wichtigste Kennerin von Aegidius Tschudi.

## Werke (Auswahl)
- Der "Königliche Schwedische in Teutschland geführte Krieg" des Bogislav Philipp von Chemnitz und seine Quellen. Frauenfeld: Huber 1902 (zugleich Dissertation Universität Zürich, Digitalisat).
- Eidgenössische Politik zur Zeit des Dreissigjährigen Krieges. In: Jahrbuch für schweizerische Geschichte 43 (1918) 1–149 (doi:10.5169/seals-48665#238); 44 (1919) 1–258 (doi:10.5169/seals-49472#114).
- Die Eidgenossenschaft und der Kaiserhof zur Zeit Ferdinands II. und Ferdinands III., 1619-1657.  Geschichte der formellen Lostrennung der Schweiz vom Deutschen Reich im Westfälischen Frieden. Zürich; Leipzig: Leemann 1932.
- Gilg Tschudi und die ältere Geschichte des Landes Glarus. Glarus: Baeschlin 1938.